# هاشم بن فليتة الحسني العلوي
هاشم بن فليتة الحسني العلوي، رابع أمير لمكة المكرمة، وهو من قبيلة الأشراف من بني هاشم. خلف والده  بعد وفاته في أواخر عام ( 1133م) وتوفي هاشم أواخر عام 549 هـ (1155 م) وخلفه ابنه قاسم.
| هاشم بن فليتة الحسني العلوي بني هاشم |                    |                   |
| منصب                                 |                    |                   |
| سبقه فليتة بن قاسم                   | أمير مكة 1133–1155 | تبعه قاسم بن هاشم |